# Michael Johnson (football, 1988)
Pour les articles homonymes, voir Johnson et Michael Johnson.
Michael Johnson, né le 24 février 1988 à Urmston, est un footballeur anglais. Il occupe le poste de milieu de terrain.

## Carrière

### En club
Jeune joueur d'Everton, Michael Johnson signe en 2004 pour Manchester City. Avec la réserve, il atteint la finale de la FA Youth Cup en 2006.
Le 1er août 2006, il signe son premier contrat professionnel. Plusieurs semaines plus tard, le 21 octobre, il dispute sa première rencontre de Premier League au JJB Stadium de Wigan. Titulaire dans une équipe bis, il s'incline quatre buts à zéro. Il doit ensuite atteindre avril 2007 pour fouler pour la toute première fois la pelouse du City of Manchester Stadium. C'est le début d'une série de sept apparitions consécutives en équipe première, conclue à la suite d'une blessure à la cuisse contractée contre Aston Villa. La saison suivante, le 
15 août, il inscrit son premier but avec City, juste avant la mi-temps. Ce but permet à son équipe de remporter le match face à Derby County. De nouveau blessé fin 2007, il revient sur les terrains le 1er mars 2008, et termine la saison sur de bonnes statistiques (vingt-cinq rencontres de championnat).
Johnson commence la saison 2008-2009 sur de bonnes bases, malgré la forte concurrence de joueurs comme Stephen Ireland ou Elano. Mais l'abdomen lui refait une nouvelle fois défaut le 24 septembre en Carling Cup, contre Brighton and Hove Albion. Cette fois-ci, le diagnostic est plus lourd, puisque l'indisponibilité du joueur est estimée à plus de sept mois. En effet, c'est en avril que Michael Johnson fait son retour, avec la réserve des Citizens. Lors de l'intersaison 2009-2010, il réintègre l'effectif professionnel en vue du match contre les Orlando Pirates, comptant pour la Vodacom Challenge. Pas beaucoup utilisé par son entraîneur, Mark Hughes, il ne prend part qu'à deux matches toutes compétitions confondues. Le 10 décembre 2009, lors d'un entraînement, une grave blessure l'oblige à déclarer forfait pour le reste de la saison.
Au début de la saison 2011-2012, il est prêté un an au club de Leicester City, qui évolue en Championship.
Issu du centre de formation de Manchester City et considéré comme un joueur promis à un grand avenir, Michael Johnson ne fait plus partie des Citizens.
À cause de blessures à répétition, l’Anglais a vu son contrat résilié avant Noël 2012.

### En sélection
Michael Johnson a représenté l'Angleterre avec les moins de 19 et de 21 ans.

### Palmarès
- Finaliste de la FA Youth Cup : 2006
- Vainqueur du Trophée Joan Gamper : 2009